# Gerichtsplatz Vollmarshausen

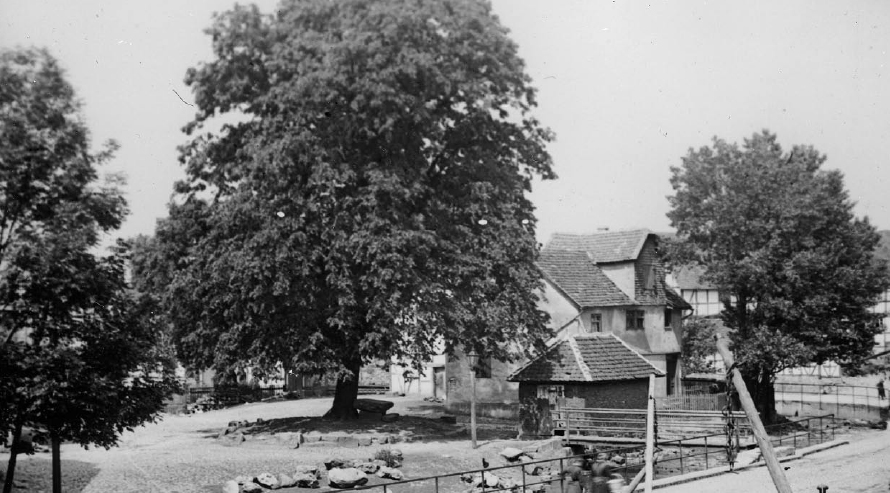
Blick von Süden, mit dem Wahlebach im Vordergrund, 1910

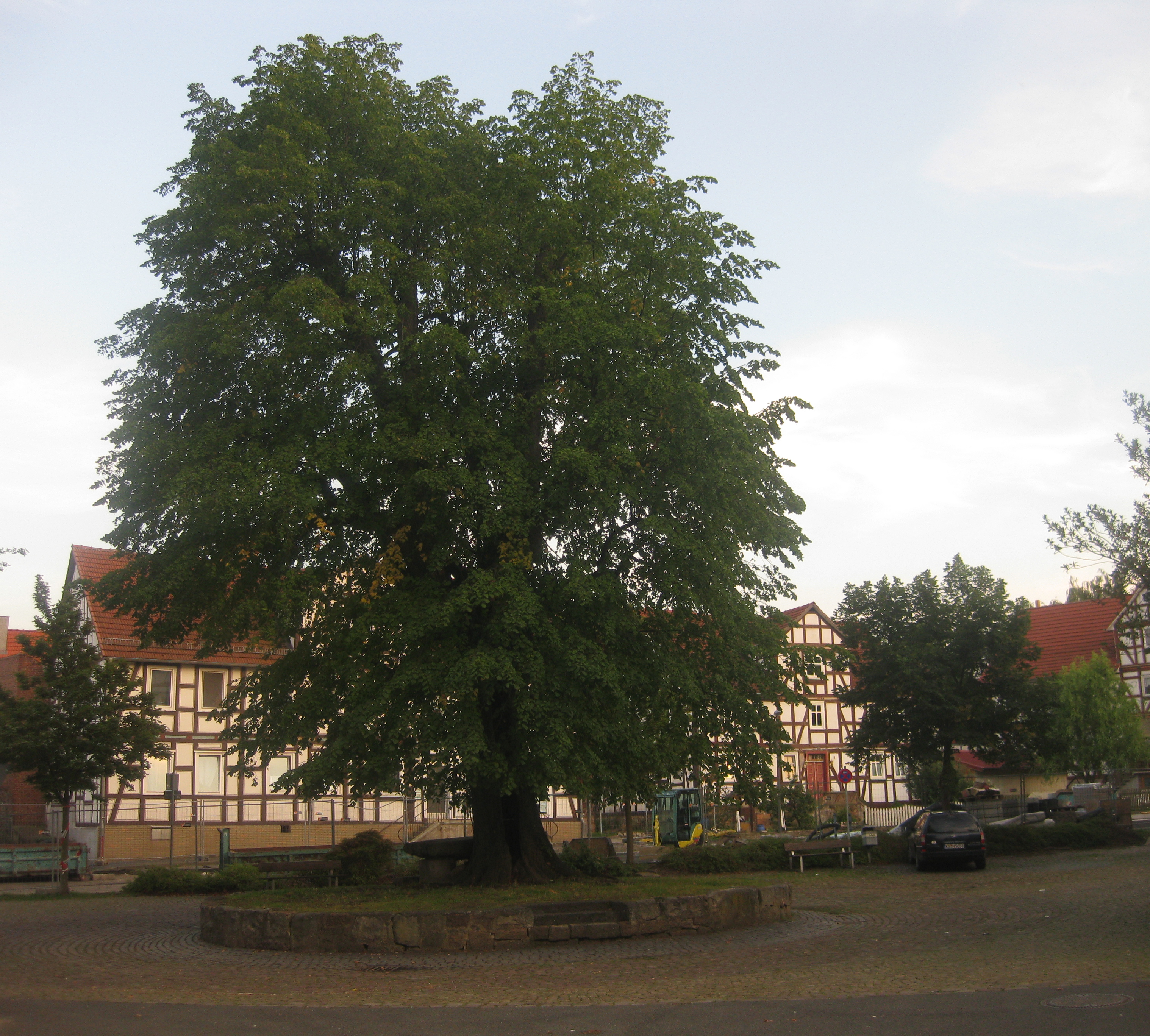
Blick von Norden, 2011

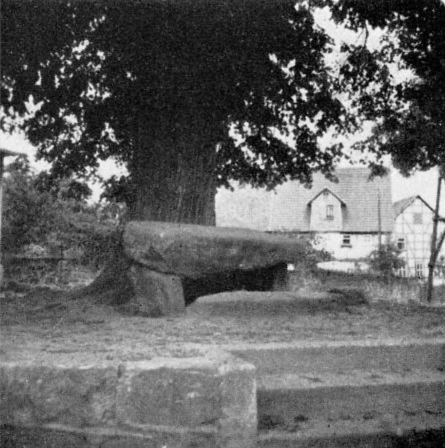
Der Steintisch, 1938

Der ehemalige Gerichtsplatz mit der Linde von Vollmarshausen ist eine historische Sehenswürdigkeit im Lohfelder Stadtteil Vollmarshausen im nordhessischen Landkreis Kassel. Der Platz wird auch Schöppenstuhl oder Thingplatz genannt und ist ein ehemaliger Gerichtsplatz mit einer Gerichtslinde.

## Lage
Der einstige Gerichtsplatz mit der Dorflinde befindet sich in der Ortsmitte an der Ecke Kasseler Straße und Brunnenstraße. Früher führte der Wahlebach dort sichtbar entlang (heute in einem unterirdischen Kanal). Der Baum ist eingefasst von einem Mauerring mit einem Durchmesser von elf Metern. Unmittelbar neben dem Baum stehen ein Steintisch und Reste einer Sitzbank.

## Geschichte
Die Ursprünge des Platzes liegen im Mittelalter, als an der Stelle Gerichtstage stattfanden. Das Gericht war für die Orte Vollmarshausen, Crumbach und Ochshausen zuständig, die heute zusammen die Gemeinde Lohfelden bilden. Als Schutz pflanzte man später eine Linde. Bei den Prozessen ging es unter anderem um Grenzverletzungen, Diebstähle, Raufereien. Als Strafen waren Geldbußen oder Ehrenstrafen wie Pranger und Schandpfahl üblich. Schwere Straftaten wurden hingegen in Kassel verhandelt, wohin später auch das Gericht zog, als keine Prozesse mehr unter freiem Himmel geführt wurden.

### Änderungen in den 2010er Jahren
Die über 250 Jahre alte Linde war ein Naturdenkmal, musste jedoch im Herbst 2015 gefällt werden, da sie von Pilzen befallen war. Der Baum wurde anschließend durch die Neupflanzung einer Linde ersetzt. Die neue Linde ist wahrscheinlich ein Ableger der alten, die Ende der 1980er Jahre ins Feld umgepflanzt wurde.

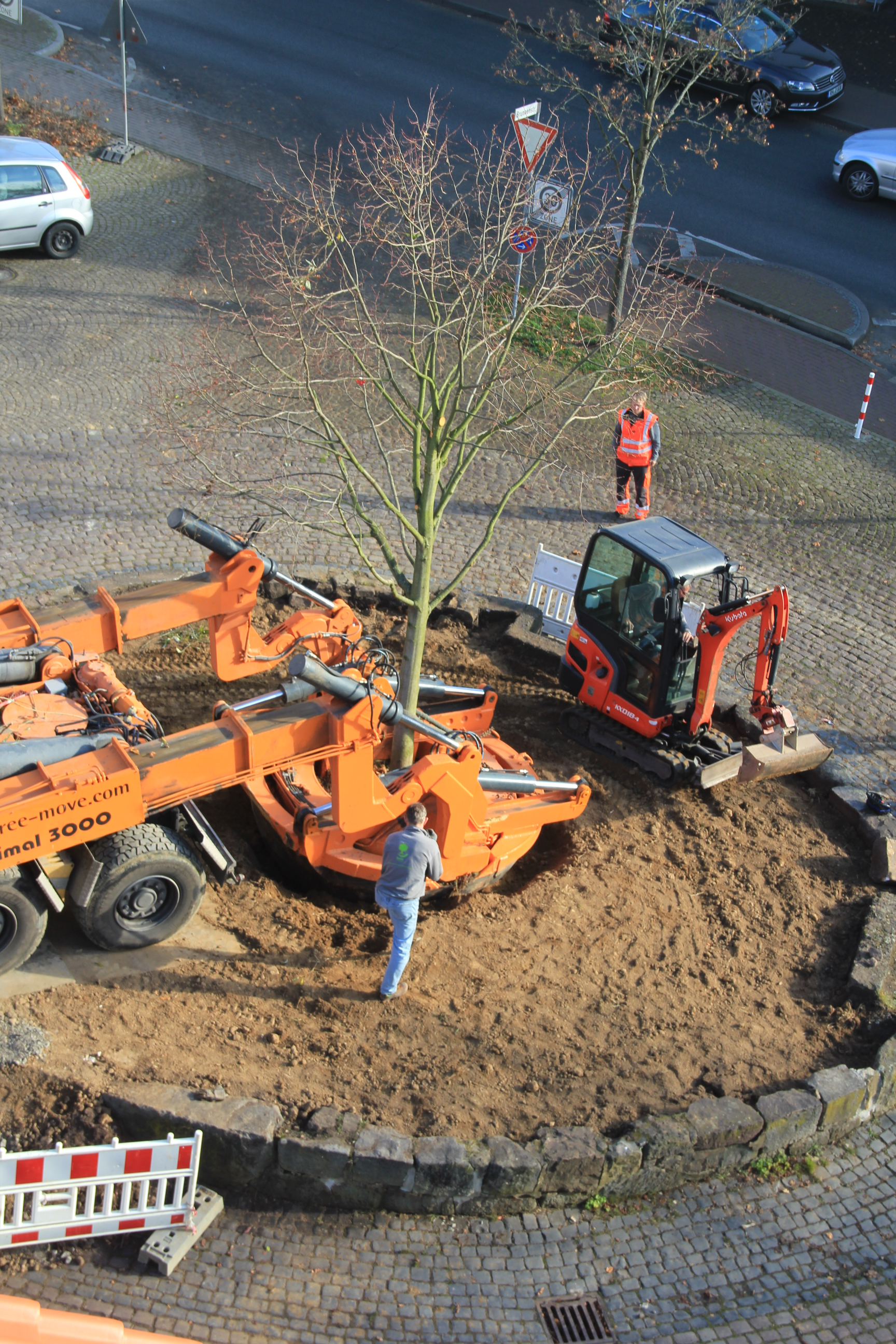
Verpflanzung der Linde am 5. November 2015

### Bauliche Situation heute
2018 wurde ein altes Fachwerkhaus neben dem ehemaligen Rathaus abgerissen, um einem Anbau der Musikschule Platz zu machen.
An der südlichen Seite befindet sich noch ein Haus (Nr. 5) mit bauzeitlicher Treppe und Haustür. Es ist eines von ca. zwei Dutzend Kulturdenkmälern im Ort.
Bis heute finden Feierlichkeiten und Kundgebungen unter der Linde statt.